# Христо Марков
Христо Марков (болг. Khristo Markov; нар. 27 січня 1965, Димитровград, Болгарія) — болгарський легкоатлет, що спеціалізується на потрійному стрибку, олімпійський чемпіон 1988 року, чемпіон світу.

## Кар'єра
| Рік                  | Змагання                                   | Місто                | Місце                | Примітки             |                      |
| Представник Болгарія | Представник Болгарія                       | Представник Болгарія | Представник Болгарія | Представник Болгарія | Представник Болгарія |
| -------------------- | ------------------------------------------ | -------------------- | -------------------- | -------------------- | -------------------- |
| 1983                 | Чемпіонат Європи в приміщенні              | Будапешт, Угорщина   | 7                    | 16.06 м              |                      |
| 1983                 | Чемпіонат світу                            | Гельсінкі, Фінляндія | 14 (кв.)             | 16.25 м              |                      |
| 1983                 | Чемпіонат Європи серед юніорів             | Швехат, Австрія      | 1                    | 16.72 м              |                      |
| 1984                 | Чемпіонат Європи в приміщенні              | Гетеборг, Швеція     | 5                    | 16.89 м              |                      |
| 1985                 | Всесвітні легкоатлетичні ігри в приміщенні | Париж, Франція       | 1                    | 17.22 м              |                      |
| 1985                 | Чемпіонат Європи в приміщенні              | Афіни, Греція        | 1                    | 17.29 м              |                      |
| 1986                 | Чемпіонат Європи                           | Штутгарт, Німеччина  | 1                    | 17.66 м              |                      |
| 1987                 | Чемпіонат Європи в приміщенні              | Льєвен, Франція      | 2                    | 17.12 м              |                      |
| 1987                 | Чемпіонат світу в приміщенні               | Індіанаполіс, США    | 4                    | 16.96 м              |                      |
| 1987                 | Чемпіонат світу                            | Рим, Італія          | 1                    | 17.92 м              |                      |
| 1988                 | Чемпіонат Європи в приміщенні              | Будапешт, Угорщина   | 4                    | 17.19 м              |                      |
| 1988                 | Олімпійські ігри                           | Сеул, Південна Корея | 1                    | 17.61 м              |                      |
| 1990                 | Чемпіонат Європи                           | Спліт, Югославія     | 2                    | 17.43 м              |                      |
| 1991                 | Чемпіонат світу                            | Токіо, Японія        | 18 (кв.)             | 16.67 м              |                      |
| 1992                 | Олімпійські ігри                           | Барселона, Іспанія   | 21 (кв.)             | 16.46 м              |                      |
| 1993                 | Чемпіонат світу                            | Штутгарт, Німеччина  | 33 (кв.)             | 16.11 м              |                      |